# Дорожник (волейбольный клуб)
Дорожник - волейбольный клуб из Алма-Ата.

## История
Первые выступления казахстанских волейболистов относятся к 1948 году. Команда СКИФ, представлявшая Казахский институт физической культуры, заняла 19-е место.
В 1951 году сборная Казахской ССР боролась за 17-24 места.
В 1954 году в чемпионате СССР выступил алма-атинский «Авангард», занявший 14-е место. В следующем сезоне он стал лишь 19-м и покинул чемпионат.
В 1960 году на базе ДСО «Буревестник», представлявшее студенческую молодёжь, была создана команда «Буревестник». Начав свои выступления с класса «Б», команда в 1960 заняла 16-е место и получила право выступать в классе «А». Огромная заслуга в становлении коллектива её тренера О.К. Жарылгапова.
В 1968 году команда занимает 2 место, а в 1969 - становится чемпионом СССР.  В 1970 году команда снова становится второй, а в 1971 - третьей.
Дважды (1970, 1971) команда завоевывает Кубок европейских чемпионов.
Игроки команды привлекаются в сборную СССР.
Но в 1973 году команда расформировывается, точнее, она передаётся в ДСО «Спартак», представлявшее профсоюзы, и новая команда получает название «Дорожник».
Под новым названием команда становится четвёртой в 1973 году, дважды пятой - в 1974 и 1975 году. Но больших успехов у команды не было. Более того, в 1978 и 1982 году команда проводит сезоны в 1 лиге.
В сезоне 1987/88 года команда занимает 4 место место. Но уже в сезоне 1989/90 года в очередной раз вылетает в 1 лигу.
Победив в турнире 1 лиги, команда возвращается в чемпионат высшей лиги, но уже под названием СКА (Алма-Ата). В открытом чемпионате СНГ армейцы Алма-Аты оказываются десятыми.
После распада СССР команда начинала выступать в чемпионате суверенного Казахстана. Сначала команда уже под новым названием «Азамат» дважды (1993, 1994) становится чемпионом страны, выиграла чемпионат Азии среди клубов.

## Известные игроки
- В. Кравченко - заслуженный мастер спорта СССР (1968), Олимпийский чемпион (1968), бронзовый призёр Олимпийских игр (1972), бронзовый призёр чемпионата мира (1966), чемпион Европы (1967, 1971)
- О. Антропов - заслуженный мастер спорта СССР (1990), Олимпийский чемпион (1968),
- Ж. Саурамбаев - заслуженный мастер спорта СССР (1970), бронзовый призёр чемпионата мира (1966), чемпион Европы (1967)

## Тренеры
- О.К. Жарылгапов - 1956-1966
- З.А. Джаркешев - 1966-1972
- Ж.Н. Саурамбаев - 1978-1981
- Л.П. Митрофанов
- В.И. Кравченко - 1981-1984
- Е.В. Сивков - 1985-1987
- Николай Рагозин